# 철원군수
철원군수는 강원특별자치도 철원군의 군수이다.

## 역대 철원군수
| 대수   | 이름   | 임기 | 비고            |
| ------ | ------ | ---- | --------------- |
| 제1대  | 김태현 |      | 강원도 철원군수 |
| 제2대  | 이종호 |      | 강원도 철원군수 |
| 제3대  | 송경서 |      | 강원도 철원군수 |
| 제4대  | 한우삼 |      | 강원도 철원군수 |
| 제5대  | 한영현 |      | 강원도 철원군수 |
| 제6대  | 양기수 |      | 강원도 철원군수 |
| 제7대  | 류회두 |      | 강원도 철원군수 |
| 제8대  | 최오철 |      | 강원도 철원군수 |
| 제9대  | 이돈화 |      | 강원도 철원군수 |
| 제10대 | 심호은 |      | 강원도 철원군수 |
| 제11대 | 김명한 |      | 강원도 철원군수 |
| 제12대 | 남상명 |      | 강원도 철원군수 |
| 제13대 | 최문규 |      | 강원도 철원군수 |
| 제14대 | 김오영 |      | 강원도 철원군수 |
| 제15대 | 심영목 |      | 강원도 철원군수 |
| 제16대 | 박원기 |      | 강원도 철원군수 |
| 제17대 | 지헌정 |      | 강원도 철원군수 |
| 제18대 | 전창선 |      | 강원도 철원군수 |
| 제19대 | 박환주 |      | 강원도 철원군수 |
| 제20대 | 이형준 |      | 강원도 철원군수 |
| 제21대 | 유재규 |      | 강원도 철원군수 |
| 제22대 | 전동빈 |      | 강원도 철원군수 |
| 제23대 | 손인완 |      | 강원도 철원군수 |
| 제24대 | 홍순일 |      | 강원도 철원군수 |
| 제25대 | 김재수 |      | 강원도 철원군수 |
| 제26대 | 조규영 |      | 강원도 철원군수 |
| 제27대 | 김창수 |      | 강원도 철원군수 |
| 제28대 | 한기택 |      | 강원도 철원군수 |
| 제29대 | 조명수 |      | 강원도 철원군수 |
| 제30대 | 김돈기 |      | 강원도 철원군수 |
| 제31대 | 김호연 |      | 강원도 철원군수 |
| 제32대 | 이수환 |      | 강원도 철원군수 |
| 제33대 | 김호연 |      | 강원도 철원군수 |
| 제34대 | 문경현 |      | 강원도 철원군수 |
| 제35대 | 정호조 |      | 강원도 철원군수 |
| 제36대 | 정호조 |      | 강원도 철원군수 |
| 제37대 | 이현종 |      | 강원도 철원군수 |
| 제38대 | 이현종 |      | 강원도 철원군수 |
| 제39대 | 이현종 |      | 강원도 철원군수 |

## 같이 보기
- 철원군수 선거